# Zavbuci, Pereciîn
Zavbuci (în ucraineană Завбуч) este un sat în comuna Turea Pasika din raionul Pereciîn, regiunea Transcarpatia, Ucraina.

## Demografie
Componența lingvistică a localității Zavbuci
     Ucraineană (99,02%)
     Alte limbi (0,98%)
Conform recensământului din 2001, majoritatea populației localității Zavbuci era vorbitoare de ucraineană (99,02%), existând în minoritate și vorbitori de alte limbi.